# ميخائيل لورينز
ميخائيل لورينز (بالألمانية: Michael Lorenz)‏ (11 يناير 1979 ببرلين الشرقية - ) هو لاعب كرة قدم ألماني في مركز الوسط. لعب مع بادربورن 07 ودينامو برلين وروت فايس إيسن ونادي أوردينغن 05 وSV Babelsberg 03 ‏.

## وصلات خارجية
- ميخائيل لورينز على موقع قاعدة بيانات كرة القدم.إي يو (الإنجليزية)
- ميخائيل لورينز على موقع بيانات كرة القدم. دي إي (الألمانية)
- ميخائيل لورينز على موقع عالم كرة القدم.نت (الإنجليزية)